# هيستر بورتون
هيستر بورتون (بالإنجليزية: Hester Burton) (6 ديسمبر 1913 في المملكة المتحدة - 17 سبتمبر 2000، أكسفورد في المملكة المتحدة)؛ كاتِبة وروائية بريطانية.